# Roodoogstekelkruin
De roodoogstekelkruin (Phacellodomus erythrophthalmus; protonym: Anabates erythrophthalmus) is een zangvogel uit de familie Furnariidae (ovenvogels).

## Naamgeving
De soort werd voor het eerst wetenschappelijk beschreven door Maximilian zu Wied-Neuwied in 1821. Hij noemde de soort erythrophthalmus, hetgeen betekent: hebbende rode ogen in het Oudgrieks.

## Kenmerken
De roodoogstekelkruin is circa 17 centimeter lang. Het is een bruine vogel met oranjerode ogen. De vogel heeft een lange roodachtige staart. Verder wordt deze vogel gekenmerkt door een met korte stekels bezette rode kruin.

## Verspreiding en leefgebied
Deze vogel is endemisch in het oosten van Brazilië. De natuurlijke habitats zijn vochtige subtropische of tropische laaglandbossen, moerasbossen en secundaire bossen op een hoogte tussen de 0 en 800 meter in het bioom Atlantisch Woud.

## Status
De grootte van de populatie is niet gekwantificeerd maar de soort wordt omschreven als schaars. Op de Rode lijst van de IUCN heeft deze soort de status niet bedreigd.